# لجنة المنح الجامعية (هونج كونج)
لجنة المنح الجامعية (UGC) هي لجنة استشارية مسؤولة عن تقديم المشورة إلى حكومة هونغ كونغ بشأن التمويل والتطوير الاستراتيجي للتعليم العالي في هونغ كونغ.
الجامعات التي تمولها لجنة المنح الجامعية هي:
- جامعة مدينة هونغ كونغ (CityU)
- جامعة هونغ كونغ المعمدانية (HKBU)
- جامعة لينغنان (LingU)
- الجامعة الصينية في هونغ كونغ (CUHK)
- معهد هونغ كونغ للتعليم (EdUHK)
- جامعة هونغ كونغ البوليتكنيك (PolyU)
- جامعة هونغ كونغ للعلوم والتكنولوجيا (HKUST)
- جامعة هونغ كونغ (HKU)